# Xperia J1 Compact
Xperia J1 Compact（エクスペリア ジェイワン コンパクト）は、ソニーモバイルコミュニケーションズによって開発された、第4世代移動通信システム対応のSIMフリーAndroidスマートフォンである。

## 概要
日本版の製品番号はD5788。
搭載OS、およびCPUなどの内部スペックは前年にNTTドコモから発売されたXperia A2 SO-04Fとほぼ同様である。2015年春の発売時には既にAndroid 5.0が発表されていたが、当機はAndroid 4.4搭載で発表された。
2015年3月19日に発表され、同時にソニーストア・ソネット・イオンモバイル（イオンリテール）にてSIMカードとのセット発売することが発表された。
2015年4月20日に、ソニーストア・ソネット・イオンモバイルから発売された。
2015年4月23日に、楽天モバイルが6月1日に発売することが発表された。
SIMフリー機としては珍しいおサイフケータイ対応であるが、発売より長らくモバイルSuicaには対応していなかった。しかし2015年12月2日に行われたJR東日本の定例社長会見で、「他メーカーのSIMフリー機ともども12月中旬を目処にモバイルSuicaに対応させる」ことが正式発表され、現在は利用可能となっている。
2020年12月22日をもってモバイルSuicaのサポートが終了した。

## 限定仕様機
いずれも数量限定。
- SNOOPY モデル[4]
- METAL GEAR SOLID V： THE PHANTOM PAIN Edition[5]
- ロビスマホ[6]